# La Merced (Salta)
La Merced es una localidad del departamento Cerrillos, provincia de Salta, en Argentina.
Se encuentra a la vera de la RN 68, a 23 km al sur de la ciudad de Salta, capital de la provincia. Se encuentra en el valle de Lerma.

## Población
Contaba con 5084 habitantes (Indec, 2001), lo que representa un incremento del 41,5% frente a los 3,594 habitantes (Indec, 1991) del censo anterior.

## Economía

### Tabaco
Su principal fuente económica es la producción de tabaco Virginia, ya que constituye la actividad que demanda mayor cantidad de mano de obra y asimismo genera la mayor cantidad de ingresos.
Esa actividad tiene sus orígenes por la década del 40, cuando comienzan los primeros cultivos en la zona.
Los primeros establecimientos productores de tabaco, fueron las fincas La Cañadita, de Miguel Ángel Martínez Saravia, finca Santa Ana, de la familia Juncosa y luego de Juan Ortiz Vargas, finca Seminario de la familia García, entre otros.
En la  actualidad, la producción tabacalera sigue siendo el eje económico fundamental de los mercedeños. Lamentablemente la situación actual dista mucho de la de hace décadas atrás. El precio internacional impuesto por las multinacionales condicionan la actividad, llevándola a disminuir notablemente, incidiendo esto de manera determinante en los ingresos de los productores como de los asalariados.
Los principales productores que persisten en este cultivo son: Héctor Lazarte, Agustín Pandolfi, Antonio Yelamo Resina, Francis Laconi, Manuel Giménez Cabrerizo, Mario Calíope, familia Berruezo.

### Poroto
La producción porotera en la zona, es también importante fuente de ingresos económicos para La Merced. Esta actividad creció debido a la crisis del sector tabacalero y la necesidad de reconvertir la producción local. Hoy Salta es exportador de porotos a nivel internacional y los productores mercedeños realizan la actividad no solo en esta zona, sino que se expandieron a otras zonas como ser el norte salteño y Anta. Podemos citar entre los principales productores a al Sucesión Collado Nuñez en la finca La Capilla, Oscar García en San Agustín, Héctor Lazarte, Victorio Pagliarani.

### Extracción de cal
Ya entre los años 1830 al 1850 aproximadamente, existían algunas caleras funcionando. Los primeros hornos comunes en actividad fueron en Finca La Cañadita. Se llamó Horno La Cruz, porque en el cerro había una gran cruz, a la que la gente la veneraba todos los años. Otros hornos son el horno “Las maravillas”, el horno “Las Higueras”, etc.
Los primeros propietarios de La Calera hoy llamada Santa Elena, fueron los Sres. Juan y Santos Lobos.
El propietario de la Calera “El Algarrobal” era Fortunato Torres, de la Calera “Bermejo”, Adolfo Schubert.
Actualmente podemos citar la Calera “La Cañadita”, explotada por Simón Agustín Hoyos, La Calera Santa Elena, por los hermanos Villagras, los Pinos de Juan Carlos Schubert. Existen otros hornos de fundición de piedra caliza, explotados por pequeños arrendatarios.
La cal que se produce en la Localidad de La Merced, es de gran calidad y se comercializa en toda la provincia y en provincias vecinas, siendo esta actividad de vital importancia para la economía local.

## Fiestas Patronales
- Septiembre 24 - Virgen de La Merced.
- Fiesta del Señor de Sumalao.

## Iglesia Nuestra Señora de la Merced
La parroquia fue donada por Lola Aranda; primitivamente era de piedra a la vista, que con el tiempo fue revocada, perdiendo la fachada original.

## Geografía
Sus coordenadas son: 25°46′02″S 65°29′22″O / -25.76722, -65.48944.
Es una importante localidad ubicada en el oeste del Valle de Lerma prácticamente donde el citado valle se encuentra con los Valles Calchaquíes de los cuales tradicionalmente ha sido su puerta septentrional. Se accede por la RN 68 y luego por la RP 33, también está comunicada con la ciudad de Salta y con Cafayate por un ramal del Ferrocarril General Belgrano.

## Toponimia
Epónimo de la Virgen de la Merced.

## Historia
La etnia más conspicua que habitó el territorio fue la de los Calchaquíes, asociados a la Cultura Santa María, pueblos sedentarios con estado, agricultura, ganadería de auquénidos y ciudades. Durante el siglo XIII el territorio fue invadido por los Incas al mando de Túpac Yupanqui quedando incorporado al Tahuantinsuyu (Imperio Inca). Era un nudo de caminos recorrido por el kapak ñan o "Camino del Inca" (luego el Camino Real español).
Entre 1534 y 1535 arriban los primeros europeos con las expediciones de los conquistadores realistas Diego de Almagro y Diego de Rojas, y luego avanzó hacia el sur en busca de la Ciudad de los Césares. Sin embargo el territorio no fue plenamente controlado y colonizado por los españoles sino hasta la conclusión de las Guerras Calchaquíes las cuales significaron un secular empeño bélico, concluidas en el siglo XVII tras la debelación de las últimas resistencias de la parcialidad pazioca llamada calchaquí. 
En el siglo XVIII pasó a formar parte del Virreinato del Río de la Plata, tras 1810 el territorio adhirió prontamente a la Revolución de Mayo pero solo se consolidó la emancipación respecto de España tras las victoria de Manuel Belgrano en la Batalla de Salta (1813) y los éxitos de la Guerra campesina liderada por Martín Miguel de Güemes.

## Defensa Civil

### Sismicidad
La sismicidad del área de Salta es frecuente y de intensidad baja, y un silencio sísmico de terremotos medios a graves cada 40 años.
- Sismo de 1930: aunque dicha actividad geológica catastrófica, ocurre desde épocas prehistóricas, el terremoto del 24 de diciembre de 1930 (94 años),[3] señaló un hito importante dentro de la historia de eventos sísmicos jujeños, con 6,4 Richter. Pero nada cambió extremando cuidados y/o restringiendo códigos de construcción.[2]
- Sismo de 1948: el 25 de agosto de 1948 (76 años) con 7,0 Richter, el cual destruyó edificaciones y abrió numerosas grietas en inmensas zonas[3][2]
- Sismo de 2010: el 27 de febrero de 2010 (15 años) con 6,1 Richter